# Abel Decaux
Abel Decaux (Auffay, 1869 – Parigi, 19 marzo 1943) è stato un compositore, organista e insegnante francese.

## Biografia
Studiò organo con Charles-Marie Widor e Alexandre Guilmant, e fu anche allievo di Jules Massenet. Titolare del grand'organo della basilica del Sacro Cuore di Montmartre a Parigi dal 1903, si dedicò soprattutto all'insegnamento: fu professore d'organo alla Schola Cantorum dal 1912, alla Scuola Cesar Franck e all'Istituto Gregoriano dell'Università Cattolica di Parigi. Insegnò anche all'Eastman School of Music di Rochester, negli Stati Uniti (1926-37). 
Come compositore, Decaux preannunziò l'atonalità di Schönberg.

## Composizioni
- Pezzi per pianoforte, fra cui la serie Clairs de lune (Minuit passe (1900), La ruelle (1902), Le cimitière (1903), La mer (1907); La forêt, incompiuto)
- Pezzi per organo, fra cui una fuga su Ave Maris Stella [1]